# Giovanni Del Lungo
Giovanni Del Lungo (Firenze, 1881 – Roma, 1961) è stato un traduttore e dialoghista italiano che ebbe parte come traduttore prima, e come dialoghista poi, nella storia del doppiaggio, dalla sua invenzione al suo difficoltoso sviluppo, sino alla sua definitiva messa a punto.

## Biografia
Ottavo ed ultimo figlio del dantista Isidoro Del Lungo e di Eduvige Mazzanti. Trascorse l'infanzia e la giovinezza a Firenze. Negli anni venti lo ritroviamo negli Stati Uniti d'America. 
Qui Giovanni Del Lungo mise a frutto soprattutto le competenze letterarie che gli derivavano dal padre e dalla famiglia. Cominciò a lavorare nel cinema e prima del 1930 collaborava con la Metro Goldwyn Mayer, impegnato nella traduzione dall'inglese all'italiano di copioni cinematografici per le allora iniziali attività di doppiaggio, insieme ad altri collaboratori di origine italiana, come ad esempio Virgilio Lilli. Nel 1933 la MGM aprì uno stabilimento a Roma per il doppiaggio dei suoi film in italiano e ne affidò la guida ad una équipe di esperti sotto la direzione di Augusto Galli e della moglie Rosina Fiorini. Giovanni Del Lungo vi lavorò come dialoghista assieme a Maria Antinori ed ebbe studio a Roma in Via Margutta fino alla morte.